# Обелюс
О́белюс, обел (÷) (лат. obelus — от греч. ὀβελός, тот же корень, что и обелиск) — небуквенный символ, внешне напоминающий объединение знаков минуса и двоеточия.
Был введён древнегреческим филологом, александрийским библиотекарем Зенодотом Эфесским для обозначения сомнительности слова или утверждения. Символ мог выглядеть либо как обычная горизонтальная черта, либо как та же черта, но с добавлением точек по одной сверху и снизу. Ставился на полях напротив тех частей текста, которые вызывали сомнения в ходе проверки поступавших в библиотеку рукописей.
В 1659 году немецкий математик Йоханн Ран в своей работе Teutsche Algebra применил обелюс для обозначения деления. Некоторые авторы использовали этот символ как знак вычитания, что стало нормой в ряде стран Европы (например, в Норвегии и Дании). В польской типографской традиции обелюс использовался для обозначения диапазонов, например, запись 3÷7 эквивалентна выражению «от трёх до семи».
В англоязычных странах, а также на клавишах микрокалькуляторов, обелюс используется в качестве знака деления. В языке TeX кодируется сочетанием: \div.